# Чилівак
 Чилівак  (англ. Chilliwack) — місто площею 261,50 км² в провінції Британській Колумбії у Канаді, розташоване в регіоні Фрейзер-Веллі. Місто налічує 93 203 мешканців (2021 р.), густота населення складає 356.6 ос./км². 

## Клімат
Місто знаходиться у зоні, котра характеризується морським кліматом. Найтепліший місяць — серпень із середньою температурою 19.1 °C (66.3 °F). Найхолодніший місяць — грудень, із середньою температурою 2.4 °С (36.4 °F).
| Клімат Чилівака         | Клімат Чилівака | Клімат Чилівака | Клімат Чилівака | Клімат Чилівака | Клімат Чилівака | Клімат Чилівака | Клімат Чилівака | Клімат Чилівака | Клімат Чилівака | Клімат Чилівака | Клімат Чилівака | Клімат Чилівака | Клімат Чилівака |
| Показник                | Січ.            | Лют.            | Бер.            | Квіт.           | Трав.           | Черв.           | Лип.            | Серп.           | Вер.            | Жовт.           | Лист.           | Груд.           | Рік             |
| Абсолютний максимум, °C | 16              | 20              | 25,5            | 31,5            | 37,5            | 35              | 36              | 35,5            | 35,5            | 29              | 16,5            | 15              | 37,5            |
| Середній максимум, °C   | 5,9             | 8,2             | 13              | 16,1            | 19,5            | 22,1            | 24,5            | 25,1            | 22,3            | 15,6            | 8,3             | 5,1             | 15,5            |
| Середня температура, °C | 3               | 4,5             | 8               | 10,9            | 14,1            | 16,9            | 18,8            | 19,1            | 16,2            | 11,2            | 5,5             | 2,4             | 10,9            |
| Середній мінімум, °C    | 0,2             | 0,8             | 3               | 5,6             | 8,7             | 11,6            | 13,1            | 13              | 10              | 6,7             | 2,7             | −0,3            | 6,3             |
| Абсолютний мінімум, °C  | −15,5           | −16             | −7,5            | −1,5            | 1               | 4               | 6,5             | 6,5             | 2               | −8,5            | −18,5           | −16             | −18,5           |
| Норма опадів, мм        | 263             | 182.9           | 146.5           | 140.5           | 100.7           | 83.3            | 70.2            | 59.1            | 64.4            | 173.7           | 313             | 205             | 1802.4          |
| Днів з опадами          | 18,8            | 16,4            | 19              | 16,7            | 15,1            | 13,8            | 8,5             | 8,8             | 10              | 15,8            | 20,6            | 20,9            | 184,6           |
| Днів з дощем            | 17,5            | 14              | 16,2            | 17,3            | 14,8            | 12,4            | 8,9             | 7,7             | 7,9             | 15,3            | 20,8            | 15,7            | 168,4           |
| Днів зі снігом          | 5,8             | 3,2             | 1,9             | 0,2             | 0               | 0               | 0               | 0               | 0               | 0               | 1,6             | 5               | 17,8            |
| ----------------------- | --------------- | --------------- | --------------- | --------------- | --------------- | --------------- | --------------- | --------------- | --------------- | --------------- | --------------- | --------------- | --------------- |
| Джерело: Weatherbase    |                 |                 |                 |                 |                 |                 |                 |                 |                 |                 |                 |                 |                 |